# Les Cerqueux
 Les Cerqueux  es una población y comuna francesa, en la región de Países del Loira, departamento de Maine y Loira, en el distrito de Cholet y cantón de Cholet-2.

## Demografía
| 582 | 569 | 540 | 548 | 632 | 641 |
| Para los censos de 1962 a 1999 la población legal corresponde a la población sin duplicidades (Fuente: INSEE [Consultar]) |     |     |     |     |     |